# Дроздов Степан Леонтійович
Степан Леонтійович Дроздов, псевдо — Мишківський (* 27 березня 1867, Карніловка Мстиславського повіту Могильовської губернії — сучасна Смоленська область — можливо 1933) — український краєзнавець, знавець музейної справи.

## Життєпис
Закінчив початкове училище у Мстиславлі, прослухав курс лекцій у Київському археологічному інституті. В 1892—1923 працював у поштово-телеграфних конторах Києва і Київської губернії. Наприкінці 19 — початку 20 століття займався ввозом нелегальної літератури для Київської громади і соціал-демократичних гуртків.
Збирав старожитності — пам'ятки археології, нумізматики, твори українських письменників, брав участь в археологічних розкопках.
Співпрацював із багатьма київськими науковими і краєзнавчими товариствами, та архівними комісіями — Полтавською, Чернігівською.
Організатор поштово-телеграфного музею в Києві, з квітня 1918 — його директор.
Після переїзду в серпні 1918 до Білої Церкви — один з провідних діячів історико-краєзнавчого руху, пам'яткоохоронної й архівної справи Білоцерківщини. Завідував археологічним музеєм при місцевому товаристві «Просвіта».
1920 року очолив Білоцерківський комітет охорони пам'яток старовини і мистецтва.
1924 — засновник і перший директор — до 1927 — Білоцерківського окружного археологічно-етнографічного музею, основу склала його власна колекція — більше 600 одиниць зберігання — поряд з колекціями Карла Болсуновського, П. М. Дзбановського та предметів з музею графів Браницьких. Співробітником та помічником Дроздова був науковець Ю. В. (П.) Діаковський (перед тим працював в Інституті рукопису) — займався систематизацією матеріалів музейної збірки. Дроздов консультувався щодо цінності експонатів з археологом Валерією Козловською. 1925 року колекція поповнилася срібною булавою кінця XVI сторіччя, яку Дмитро Яворницький відніс до 1590-х років.
З вересня 1925 одночасно завідував організованим його ініціативою Білоцерківським окружним архівним управлінням.
1926 року стає одним з ініціаторів утворення Білоцерківського краєзнавчого товариства.
1930 переїхав до міста Черкаси, де його бачили востаннє 1933. Подальша доля невідома.